# Kylo Ren
Kylo Ren je fiktivní postava ze série Star Wars. Poprvé se objevil ve filmu Star Wars: Síla se probouzí z roku 2015. Kylo Ren (Ben Solo) byl syn Hana Sola a Leiy Organy Solo, který se narodil asi rok po bitvě o Endor.

## Životopis

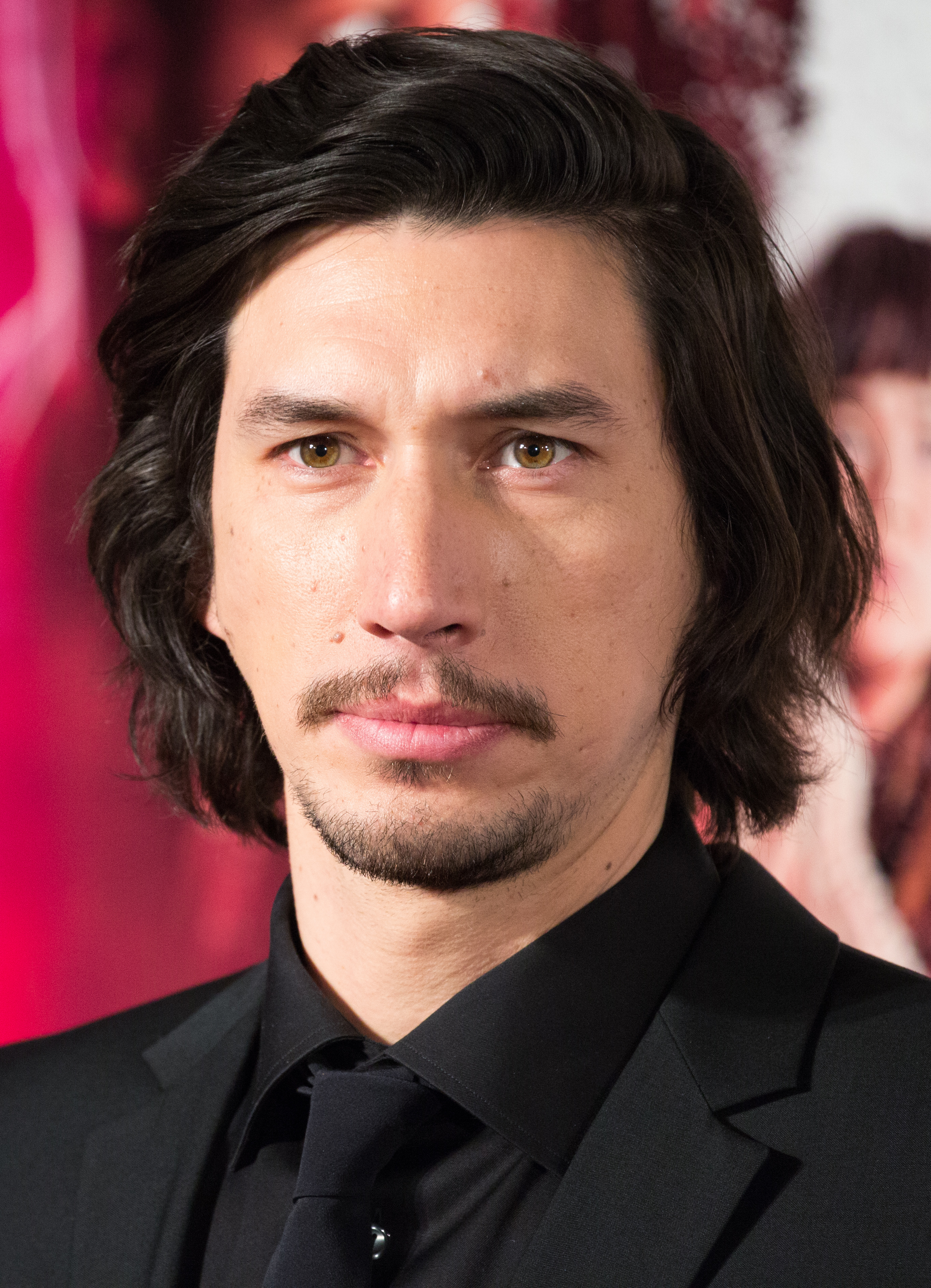
Adam Driver ztvárňující Bena Sola alias Kylo Ren

Ben Solo se narodil jeden rok po bitvě o Endor Hanu Solovi a Leie Organě, z jejíž strany rodiny zdědil schopnost ovládat Sílu.
Zhruba o třicet let později se stal následovníkem Temné strany Síly a členem záhadné skupiny elitních vojáků zvané Rytíři z Renu. Díky tomu přijal své nové jméno Kylo Ren. Sestavil si svůj vlastní světelný meč, který se svým designem velice liší od těch typických. Ve svém meči použil prasklý krystal, což způsobilo, že jeho čepel není jednolitá.
Částečně velel Prvnímu Řádu, vojenské organizaci zrozené z pozůstatků Galaktického Impéria. Kylo toužil po zničení Odboje a Jediů.
Z obavy rodičů, aby se neklidný Ben Solo nedal na temnou dráhu síly, zapsali mladého Bena do Jediské akademie, kterou založil Lein bratr Luke Skywalker s cílem vybudovat znovu řád rytířů Jedi. Mladý Ben, povahově dosti podobný svému dědečkovi Darthu Vaderovi, se však nechal zlákat Temnou stranu a vyvraždil celou akademii. Luke, zdrcený svým neúspěchem, zanechal činnosti obnovy řádu a odešel do ústraní, zatímco Ben odešel od rodiny a začal si říkat Kylo Ren. Po tomto masakru se rozpadlo i manželství Hana a Leiy.
Mladý a neklidný Kylo Ren, ovládaný strachem z toho, že nikdy nebude tak silný, jako jeho dědeček, se postavil do čela Prvního Řádu pod svého temného mistra - Nejvyššího vůdce Snoka a vedl pátrací misi s cílem nalézt svého ztraceného strýce a zničit ho. Během této mise se Kylo Ren setkává se svým otcem Hanem Solem, který po něm žádá, aby opustil Temnou stranu Síly a vrátil se s ním domů k Leie. Kylo Ren zabíjí svého otce a Temné strany se nevzdává. Svědkem této vraždy je i mladá Rey, ke které promlouvá Síla a která získává světelný meč Anakina Skywalkera. Kylo Ren se s ní utkává v boji a žádá po ní, aby se stala jeho učednicí. Rey však Kyla poráží a zanechává ho zraněného na hlavní základně Prvního Řádu, kde se odehrával celý souboj. Následně ho najde generál Hux, vyslaný Snokem, který ho odveze do bezpečí k jeho mistrovi, kde pak Snoke pokračuje v jeho tréninku. Krátce po záchraně Kyla byla základna zničena Odbojem. 